# Champagne-et-Fontaine
Champagne-et-Fontaine é uma comuna francesa na região administrativa da Nova Aquitânia, no departamento Dordonha. Estende-se por uma área de 24,41 km². Em 2010 a comuna tinha 381 habitantes (densidade: 15,6 hab./km²).